# Martigny-les-Bains
Martigny-les-Bains é uma comuna francesa na região administrativa de Grande Leste, no departamento de Vosges. Estende-se por uma área de 29,22 km². Em 2010 a comuna tinha 879 habitantes (densidade: 30,1 hab./km²).